# Atol de Farcuar

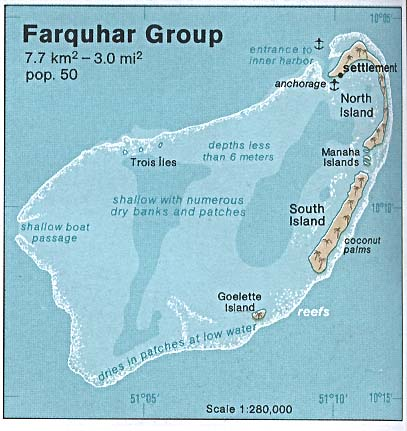
Mapa do Atol Farcuar (apesar do título, mapa mostra apenas o Atol de Farcuar e não o grupo)

O Atol de Farcuar (Farquhar) é o maior atol do grupo Farcuar, na região ocidental do oceano Índico, a cerca de 700 km a sudoeste de Mahé, na República das Seicheles, à qual pertencem. É formado pelas seguintes ilhas (de leste para oeste):
- Ilha do Norte
- Ilhas Manaha (três pequenos ilhéus)
- Ilha do Sul
- Ilha Goelette
- Três Ilhas.